# Harry Leon Wilson

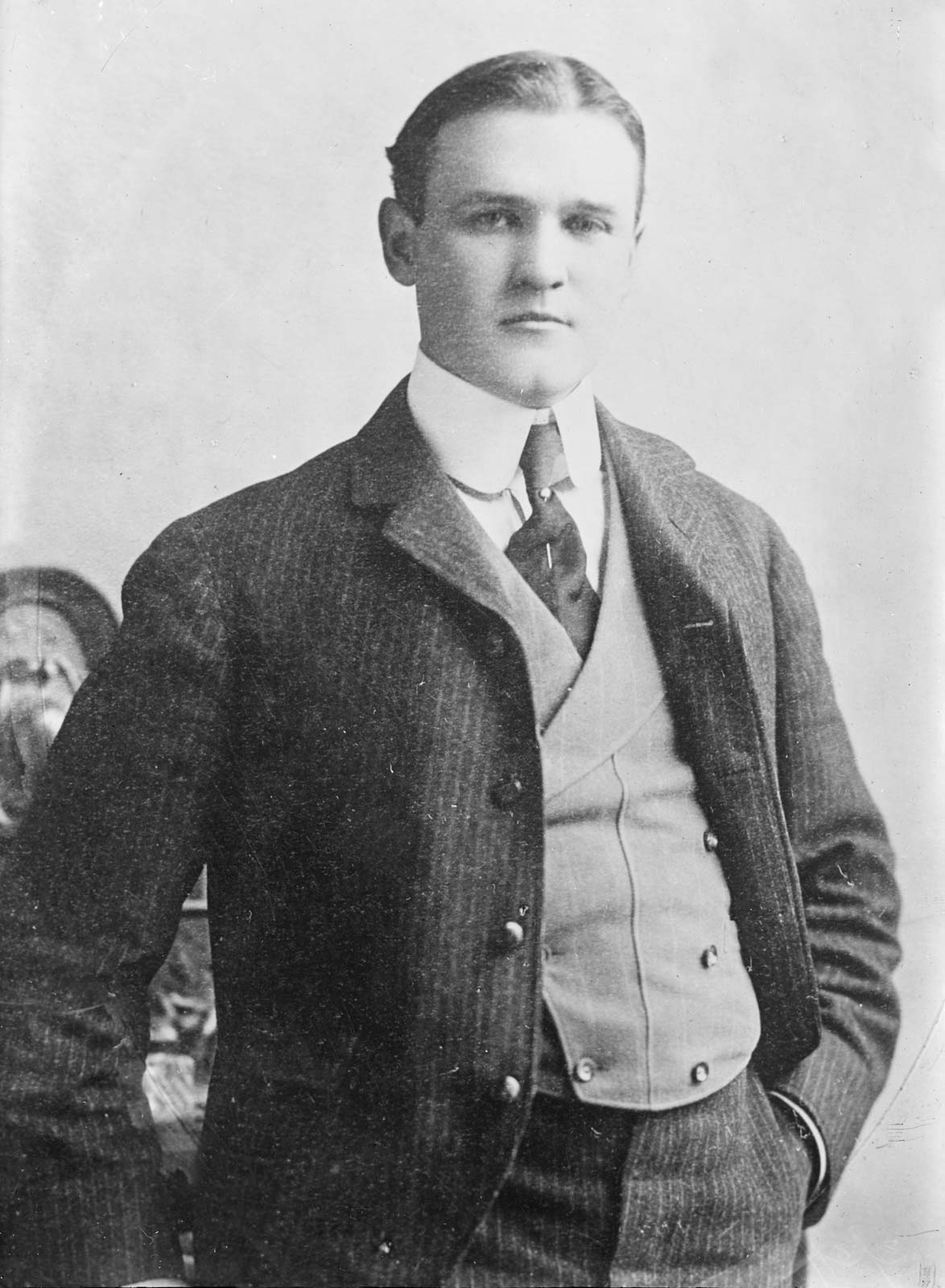
Harry Leon Wilson

Harry Leon Wilson (* 1. Mai 1867 in Oregon (Illinois); † 28. Juni 1939 in Carmel-by-the-Sea) war ein US-amerikanischer Schriftsteller und Dramatiker.

## Leben
Harry, der Sohn von Samuel Wilson und dessen Frau Adeline Wilson, geborene Kidder, trat früh in die Fußstapfen seines Vaters, des Herausgebers einer Tageszeitung. Der Junge versuchte sich spielerisch als Schriftsetzer. Jahre später begann seine eigentliche berufliche Laufbahn: Zwar brach er das Erlernen der Stenografie ab, arbeitete jedoch trotzdem 1884 als Stenograf bei dem Eisenbahnunternehmen Union Pacific Railroad in Omaha und 1885 in Denver. 1886 sammelte er als Sekretär von Hubert Howe Bancroft in Colorado nebenbei Material für die ersten Erzählungen. Ende des Jahres wurde seine Geschichte The Elusive Dollar Bill vom Satiremagazin Puck angenommen. 1887 ging Wilson nach Kalifornien und arbeitete, immer noch bei Bancroft angestellt, in San Francisco und dann in Los Angeles an Bancrofts Chronicles of the Builders of the Commonwealth. 1889, wieder in Omaha, trat er erneut als Angestellter bei der Union Pacific an und schrieb auch Satiren für den Puck. 1892 war es endlich soweit. Wilson nahm in New York die Stelle des Stellvertretenden Herausgebers des Satireblattes Puck an. Eifrig arbeitete er sich in die Puck-Capricen ein und wurde 1896 nach dem Tode des Herausgebers Henry Cuyler Bunner dessen Nachfolger. Wilson heiratete 1898 die verwitwete Journalistin Wilbertine Teters Worden (1859–1949) und ließ sich 1900 scheiden. Das Honorar für seinen ersten Roman The spenders ermöglichte es ihm, beim Puck zu kündigen. 1902 heiratete er Rose O’Neill, die Illustratorin seines Romans und schrieb in den Ozarks auf dem Sitz der Familie seiner Frau die nächsten Prosabände. Wilson lernte 1904 Booth Tarkington kennen. Zusammen mit ihren Ehefrauen unternahmen sie zu viert einen Europatrip. 1906 entstand in Paris das erste gemeinsame Theaterstück der beiden Autoren: The man from home. Weitere gemeinsame Stücke sollten folgen. Während des Europatrips ließ sich Wilson 1907 von Rose O’Neill scheiden. In die Vereinigten Staaten zurückgekehrt, ließ er sich im Monterey County nieder. 1912 heiratete er Helen MacGowan Cooke (1895–1944). Das Paar bekam zwei Kinder. Die bis 1919 in Kalifornien geschriebenen Bücher wurden Erfolge. 1923 bereiste Wilson die Südsee. Nachdem er sich 1927 von Helen Cooke getrennt hatte, hielt er sich eine Zeit in Portland (Oregon) auf. 1929 kehrte er nach Kalifornien zurück. Im Juni 1932 erlitt Wilson in Monterey einen folgenschweren Autounfall. Sein letztes Buch When in the course wurde vom Verlag abgelehnt. Wilson überarbeitete bis zuletzt. Er starb an einer intrazerebralen Blutung. Es heißt, der große Humorist Harry Leon Wilson soll ruhig entschlafen sein. Seine Kinder publizierten When in the course postum.

## Werke (Auswahl)

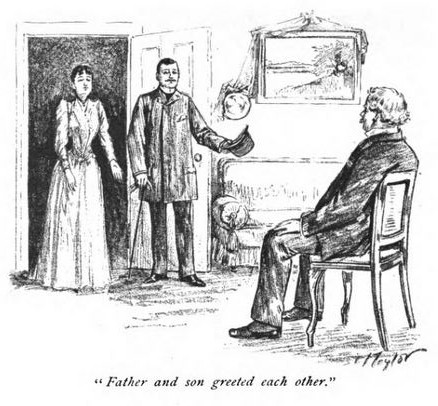
Charles Jay Taylor (1894): Illustration zu der Erzählung Bromley versus Gilner aus H. L. Wilsons Erstling Zigzag tales from the East to the West

### Prosa
- Zigzag tales from the East to the West. New York 1894
- The spenders. A tale of the third generation. New York 1902 (verfilmt 1921)
- The lions of the Lord. A tale of the Old West. Boston 1903
- The Seeker. New York 1904
- The boss of Little Arcady. New York 1905
- Ewing's lady. New York 1907
- Bunker Bean. New York 1913 (verfilmt 1918, 1925 und 1936)
- Ruggles of Red Gap. 1915 (Aufl. Garden City 1922, verfilmt 1818, 1925, 1935 (dt. Ein Butler in Amerika) und 1950 (dt. Herz in der Hose))
- The man from home. A novel. New York 1915 (nach dem Theaterstück zusammen mit Booth Tarkington aus dem Jahr 1908 (siehe unten))
- Somewhere in Red Gap. Garden City 1916
- Ma Pettengill. Toronto 1919
- The wrong twin. Garden City 1921
- Merton of the movies. Garden City 1922 (verfilmt 1924, 1932, 1947)
- So this is golf! New York 1923
- Oh, Doctor! 1923 (verfilmt 1925 und 1937)
- Professor how could you! A novel. New York 1924
- Cousin Jane. New York 1925
- When in the course. New York 1940

### Stücke
- zusammen mit Booth Tarkington:
  - The man from home. New York 1908 (verfilmt 1914 und 1922 (dt. Die Luftschlösser der Dollarprinzessin))
  - The Guardian. A Play in Four Acts. New York 1907
  - Your Humble Servant.[3] A play. New York 1910
  - The Gibson upright. Garden City 1919
  - How's Your Health?[4] A play in three acts. New York 1921
- Life. San Francisco 1919

## Mitgliedschaften
- Member of National Institute of Arts and Letters